# André Franco
André Filipe Russo Franco (nascut el 12 d'abril de 1998) és un futbolista professional portuguès que juga com a migcampista ofensiu al FC Porto.

## Carrera de club

### Estoril
Nascut a Lisboa, Franco va passar gairebé tota la seva carrera juvenil a l'Sporting CP local, amb un any cedit al veí CF Os Belenenses. El 2018 va fitxar amb el GD Estoril Praia, on fou destinat a l'equip sub-23.
Franco va fer el seu debut competitiu amb la primera plantilla el 3 d'agost de 2019, entrant com a substitut al minut 69 en un empat 1-1 fora de casa contra el FC Paços de Ferreira a la segona ronda de la Taça da Liga (derrota en la tanda de penals). Va jugar el seu primer partit a la LigaPro 15 dies després, de nou des de la banqueta, en una derrota a casa per 1–2 davant el SC Farense.
A la temporada 2020-21, Franco va marcar un gol en 20 partits per ajudar el club a tornar a la Primeira Liga com a campió. Va debutar a la competició el 7 d'agost de 2021, titular i marcant en una victòria per 2-0 al FC Arouca. Va marcar deu gols més durant la campanya, en la qual el seu equip va evitar el descens amb facilitat; un va arribar en un empat 2–2 a casa amb el B-SAD el 24 d'abril en el qual ell, dos companys d'equip i altres oponents van ser expulsats en una baralla al final.

### Porto
El 4 d'agost de 2022, Franco es va incorporar al FC Porto amb un contracte de cinc anys, per 4 milions d'euros. Va debutar 24 dies després en una derrota per 3-1 contra el Rio Ave FC com a substitut tardà d'Iván Marcano, i el 10 de setembre va marcar el seu primer gol, sortint de la banqueta per concloure una victòria a casa per 3-0 contra el GD GD Chaves.

## Palmarès
Estoril
- Lliga Portugal 2:2020-21[6]

Porto
- Taça de Portugal: 2022–23[14]
- Taça da Liga: 2022–23[15]